# Gnathacmaeops pratensis
Gnathacmaeops pratensis is een keversoort uit de familie boktorren (Cerambycidae). De wetenschappelijke naam van de soort is voor het eerst geldig gepubliceerd in 1784 door Laicharting.